# Grand Prix Belgii 1996
Wyniki Grand Prix Belgii na Spa-Francorchamps 25 sierpnia 1996.

## Wyniki

### Kwalifikacje
| P                       | Nr | Kierowca              | Konstruktor(-silnik) | Opony | Czas     | Odstęp   | Strata   |
| ----------------------- | -- | --------------------- | -------------------- | ----- | -------- | -------- | -------- |
| 1                       | 6  | Jacques Villeneuve    | Williams-Renault     | G     | 1:50.574 | -        | -        |
| 2                       | 5  | Damon Hill            | Williams-Renault     | G     | 1:50.980 | 0:00.406 | 0:00.406 |
| 3                       | 1  | Michael Schumacher    | Ferrari              | G     | 1:51.778 | 0:00.798 | 0:01.204 |
| 4                       | 8  | David Coulthard       | McLaren-Mercedes     | G     | 1:51.884 | 0:00.106 | 0:01.310 |
| 5                       | 4  | Gerhard Berger        | Benetton-Renault     | G     | 1:51.960 | 0:00.076 | 0:01.386 |
| 6                       | 7  | Mika Häkkinen         | McLaren-Mercedes     | G     | 1:52.318 | 0:00.358 | 0:01.744 |
| 7                       | 3  | Jean Alesi            | Benetton-Renault     | G     | 1:52.354 | 0:00.036 | 0:01.780 |
| 8                       | 12 | Martin Brundle        | Jordan-Peugeot       | G     | 1:52.977 | 0:00.623 | 0:02.403 |
| 9                       | 2  | Eddie Irvine          | Ferrari              | G     | 1:53.043 | 0:00.066 | 0:02.469 |
| 10                      | 11 | Rubens Barrichello    | Jordan-Peugeot       | G     | 1:53.152 | 0:00.109 | 0:02.578 |
| 11                      | 15 | Heinz-Harald Frentzen | Sauber-Ford          | G     | 1:53.199 | 0:00.047 | 0:02.625 |
| 12                      | 14 | Johnny Herbert        | Sauber-Ford          | G     | 1:53.993 | 0:00.794 | 0:03.419 |
| 13                      | 19 | Mika Salo             | Tyrrell-Yamaha       | G     | 1:54.095 | 0:00.102 | 0:03.521 |
| 14                      | 9  | Olivier Panis         | Ligier-Mugen-Honda   | G     | 1:54.220 | 0:00.125 | 0:03.646 |
| 15                      | 10 | Pedro Diniz           | Ligier-Mugen-Honda   | G     | 1:54.700 | 0:00.480 | 0:04.126 |
| 16                      | 17 | Jos Verstappen        | Footwork-Hart        | G     | 1:55.150 | 0:00.450 | 0:04.576 |
| 17                      | 18 | Ukyō Katayama         | Tyrrell-Yamaha       | G     | 1:55.371 | 0:00.221 | 0:04.797 |
| 18                      | 16 | Ricardo Rosset        | Footwork-Hart        | G     | 1:56.286 | 0:00.915 | 0:05.712 |
| 19                      | 20 | Pedro Lamy            | Minardi-Ford         | G     | 1:56.830 | 0:00.544 | 0:06.256 |
| Nie zakwalifikowali się |    |                       |                      |       |          |          |          |
|                         | 21 | Giovanni Lavaggi      | Minardi-Ford         | G     | 1:58.579 | 0:01.749 | 0:08.005 |
| P                       | Nr | Kierowca              | Konstruktor(-silnik) | Opony | Czas     | Odstęp   | Strata   |

### Wyścig
| P                 | + / – | Nr | Kierowca              | Konstruktor        | Opony | Okr. | Czas / Strata | Komentarz                        |
| ----------------- | ----- | -- | --------------------- | ------------------ | ----- | ---- | ------------- | -------------------------------- |
| 1                 | 2     | 1  | Michael Schumacher    | Ferrari            | G     | 44   | 1h28:15.125   |                                  |
| 2                 | 1     | 6  | Jacques Villeneuve    | Williams-Renault   | G     | 44   | +0:05.602     |                                  |
| 3                 | 3     | 7  | Mika Häkkinen         | McLaren-Mercedes   | G     | 44   | +0:15.710     |                                  |
| 4                 | 3     | 3  | Jean Alesi            | Benetton-Renault   | G     | 44   | +0:19.125     |                                  |
| 5                 | 3     | 5  | Damon Hill            | Williams-Renault   | G     | 44   | +0:29.179     |                                  |
| 6                 | 1     | 4  | Gerhard Berger        | Benetton-Renault   | G     | 44   | +0:29.896     |                                  |
| 7                 | 6     | 19 | Mika Salo             | Tyrrell-Yamaha     | G     | 44   | +1:00.754     |                                  |
| 8                 | 9     | 18 | Ukyō Katayama         | Tyrrell-Yamaha     | G     | 44   | +1:40.227     |                                  |
| 9                 | 9     | 16 | Ricardo Rosset        | Footwork-Hart      | G     | 43   | +1 okr.       |                                  |
| 10                | 9     | 20 | Pedro Lamy            | Minardi-Ford       | G     | 43   | +1 okr.       |                                  |
| Niesklasyfikowani |       |    |                       |                    |       |      |               |                                  |
|                   |       | 8  | David Coulthard       | McLaren-Mercedes   | G     | 37   |               | poślizg                          |
|                   |       | 12 | Martin Brundle        | Jordan-Peugeot     | G     | 34   |               | silnik                           |
|                   |       | 2  | Eddie Irvine          | Ferrari            | G     | 29   |               | skrzynia biegów                  |
|                   |       | 11 | Rubens Barrichello    | Jordan-Peugeot     | G     | 29   |               | zawieszenie                      |
|                   |       | 10 | Pedro Diniz           | Ligier-Mugen-Honda | G     | 22   |               | elektryka                        |
|                   |       | 17 | Jos Verstappen        | Footwork-Hart      | G     | 11   |               | wypadek                          |
|                   |       | 15 | Heinz-Harald Frentzen | Sauber-Ford        | G     | 0    |               | kolizja z Herbertem i Panisem    |
|                   |       | 14 | Johnny Herbert        | Sauber-Ford        | G     | 0    |               | kolizja z Frentzenem i Panisem   |
|                   |       | 9  | Olivier Panis         | Ligier-Mugen-Honda | G     | 0    |               | kolizja z Frentzenem i Herbertem |
| P                 | + / – | Nr | Kierowca              | Konstruktor        | Opony | Okr. | Czas / Strata | Komentarz                        |

### Najszybsze okrążenie
| Nr | Kierowca       | Konstruktor      | Opony | Czas     | Okr. |
| -- | -------------- | ---------------- | ----- | -------- | ---- |
| 4  | Gerhard Berger | Benetton-Renault | G     | 1:53.067 | 42   |